# La Folle Aventure de Macario
Pour plus de détails, voir Fiche technique et Distribution.
La Folle Aventure de Macario (titre original : Imputato alzatevi!) est un film de procès italien réalisé par Mario Mattoli et sorti en 1939.

## Synopsis
Cipriano Duval, citoyen italien ayant émigré en France, est infirmier dans une clinique parisienne. Son travail n'est pas très apprécié de son supérieur. En vérité, Cipriano n'a qu'un rêve : devenir musicien ou chanteur, c'est-à-dire monter sur la scène. Aussi, lorsqu'une occasion se présente, il y accourt. quitte à s'absenter de son poste. Manque de chance : il ne décroche aucun rendez-vous et, de surcroît, par mesure de rétorsion, le directeur de la clinique le licencie sur-le-champ. Cipriano essaie d'infléchir cette décision brutale. Il n'arrache qu'une proposition risquée : expérimenter, en tant que cobaye humain, l'injection d'un puissant sérum qui n'avait été testé que sur des animaux. Par bonheur, Cipriano en sort vivant et gagne, par la même occasion, mille francs.
Chômeur, il rencontre, par hasard, un confrère italien tout aussi inoccupé. Ils se rendent ensemble dans une boîte de nuit et s'y amusent beaucoup. À la fin de la soirée, ils dérobent manteaux et fourrures et se séparent chacun de leur côté. Cependant, un des vêtements volés par Cipriano contient une arme à feu. C'est, peut-être, avec celle-ci qu'une femme vient d'être assassiné. De fait, Cipriano est appréhendé et écroué. En prison, une de ses anciennes collègues, l'infirmière Giorgetta, vient lui rendre visite et, grâce à l'intervention d'un avocat, le sort de ce mauvais pas.
Son innocence établie, Cipriano conquiert la sympathie des gérants et du public de la boîte de nuit. Il croit pouvoir accéder à la renommée jusqu'au jour où l'assassin réel apparaît et exerce pression et chantage.

## Fiche technique
- Titre du film : La Folle Aventure de Macario
- Titre original : Imputato alzatevi!
- Réalisation : Mario Mattoli
- Scénario : Vittorio Metz, Federico Fellini, Mario Mattoli, Anacleto Francini (it)
- Photographie : Arturo Gallea - Noir et blanc
- Montage : Fernando Tropea (en)
- Musique : Giari, Vittorio Mascheroni
- Décors : Piero Filippone
- Production : Eugenio Fontana, Alfa
- Pays de production :  Royaume d'Italie
- Genre : Comédie
- Durée : 83 minutes
- Dates de sortie :
  - Royaume d'Italie : 13 octobre 1939
  - France : 26 août 1949

## Distribution
- Erminio Macario : Cipriano Duval
- Leila Guarni (it) : Giorgetta
- Carlo Rizzo : le directeur de la clinique
- Enzo Biliotti : l'avocat
- Ernesto Almirante : le président du tribunal
- Armando Migliari : Vetriolo
- Greta Gonda : la chanteuse sans voix
- Lola Braccini

## Commentaires
Artiste de revue, notamment au sein de la Za-Bum rivista, fondée en 1927 par Mario Mattoli lui-même, Erminio Macario passe des planches à l'écran avec Imputato alzatevi! (1939). « Film capital dans l'œuvre de Mattoli, ce film revêt une dimension symbolique puisqu'il est considéré comme le premier film comique de l'histoire du cinéma italien et qu'il réunit pour la première fois la bande d'écrivains issue des journaux satiriques Marc'Aurelio et Bertoldo qui révolutionnera le cinéma populaire et la comédie. »,
D'un autre côté, le tandem Macario-Mattoli préfigure l'heureuse association Totò-Mattoli inaugurée dès 1947 avec Les Deux Orphelins.